# اینگرم (تگزاس)
اینگرم، تگزاس(به انگلیسی: Ingram, Texas) شهری در ایالت تگزاس از ایالات جنوبی ایالات متحده آمریکا است. در سرشماری سال ۲۰۰۰، جمعیت این شهر ۱۷۴۰ نفر اعلام شد.